# 綿曼県
綿曼県（めんばん-けん。中: 綿曼縣）はかつて中国に存在した県。現在の河北省石家荘市鹿泉区北東部に相当する。史書によっては綿蔓県とも表記される。
真定国に属していた 。
前漢により設置され、後漢により廃止されている。